# Álvaro Véliz
Álvaro Véliz (Santiago de Xile, 9 de febrer de 1972) és un cantant, compositor i músic xilè.

## Discografia
- 2000: Álvaro Véliz
- 2003: Mía
- 2009: Mis canciones
- 2013: Por Ti